# 益田藤兼
益田 藤兼（ますだ ふじかね）は、戦国時代の武将。石見の国人領主益田氏第19代当主。

## 生涯

### 石見での事跡
享禄2年（1529年）、石見で生まれる。周防・長門の大名大内氏の傘下の国人領主の1人であった。初陣は天文12年（1543年）の第一次月山富田城の戦いとされ、当時15歳であった。翌13年（1544年）、祖父の益田宗兼が死去し、益田氏の家督を継承する。家督継承時も父は存命であったが、父の尹兼は藤兼の資質を見抜き、益田氏の家督を継承しなかったと言われている。しかし尹兼も優秀な武将であり、藤兼を補佐して益田氏を盛り立てた。尹兼と将軍（1546年に就任）の足利義藤（後の義輝）よりそれぞれ一字を貰い受け藤兼と名乗ったのもそれからまもなくのことと思われる。
主君の大内義隆と重臣・陶隆房（晴賢）との間が不穏になってきた頃、藤兼は近隣の国人領主である吉見氏と所領を巡って争っている。その一方で後述の義隆死後には一族の三隅兼隆を討伐し（兼隆は降伏し逃亡）、周布氏当主の周布元兼を従え、勢力拡大に腐心している。

### 大内氏重臣として活動
天文20年（1551年）、晴賢が大内義隆に謀反を起こす。益田氏と陶氏は姻戚関係（晴賢の祖母が藤兼の高祖父・益田兼堯の娘）であったため、晴賢の謀反に協力し義隆を自害に追い込んだ（大寧寺の変）。藤兼は当時石見にあり、吉見氏の所領に侵攻したが、逆襲を受け退却している。そして相良武任の子の虎王を石見で捕らえ殺害している。その後、晴賢が擁立した義隆の甥・大内義長に外交手腕を評価され重用された。
天文20年から24年（1555年）にかけて藤兼は吉見領に侵攻しているが、吉見正頼率いる吉見勢も頑強な抵抗を見せる。天文23年（1554年）、大内氏の大軍が三本松城を攻撃し、三本松城の戦いが開始される。大内軍は三本松城を落とすことができず、最終的には吉見正頼との講和が成立する。同年、晴賢の命令で尼子晴久との同盟を締結した。
しかし、天文24年の厳島の戦いで、毛利元就の奇策により晴賢が厳島にて討死。晴賢の側で多くの功績を収めてきた藤兼は、大内義長と共に毛利元就の最大の標的となったのである。

### 毛利氏に降る
弘治2年（1556年）には元就の次男・吉川元春が石見に侵攻を開始する。藤兼は七尾城を増改築し、居城を移した。6月には益田領への侵攻が開始され、年末には益田氏周辺の小豪族も益田領へと侵攻を開始した。吉見正頼も益田領へと侵攻し、諸城を攻撃している。翌3年（1557年）3月、藤兼は毛利氏に降伏。翌4月に元就は大内義長を自害に追い込み、大内領をほぼ手中に収めた（防長経略）。
元就は「義隆を殺した大罪人」である事に加え、藤兼が長年吉見正頼と対立したことを勘案し、もし藤兼を許せば正頼がへそを曲げて叛逆するかもしれないという懸念から藤兼の処刑を考えていたが、元春がその武勇を惜しんで助命したため、本領を安堵され、以後は毛利氏の家臣となった。永禄4年（1561年）には福屋隆兼が反乱を起こすと討伐に赴き、10月には北九州へと転戦し、大友宗麟と戦っている。永禄5年（1562年）には長年の懸念であった吉見氏との所領問題に毛利氏の裁定を仰ぎ、小競り合いがあったもののこれを解決している。

### 吉川軍に従軍
永禄6年（1563年）頃より、元就は尼子氏を倒すべく軍を動かす。白鹿城を落とし、永禄8年（1565年）には月山富田城を包囲する。この時に広瀬川で藤兼の家臣・品川勝盛が山中幸盛と一騎討ちを行い、討死した。しかし尼子氏は大勢を覆すことができず、翌9年（1566年）に降伏した（第二次月山富田城の戦い）。
永禄10年（1567年）以降は尼子氏や大友氏との戦いで出雲・伯耆・豊前を転戦して活躍。元亀元年（1570年）には家督を嫡子の元祥に譲る。同年、石見で反乱を起こした三隅隆繁・国定兄弟を討伐して大いに戦功を挙げた。その後は元祥に元春の娘を娶わせるなどして毛利氏との関係を強めた。翌2年（1571年）にも布部山の戦いで吉川軍の一部として尼子再興軍を撃破している。
老境に入ると、所領の神社仏閣を再建し、手厚く保護し、慶長2年（1597年）に死去した。